# 許文玠
許文玠（？—1647年3月15日（永曆元年二月十日）），字帥五，徽州府祁門縣人，南明軍事人物。

## 生平
許文玠是許文瑾的弟弟，諸生出身，懂得兵法，曾消滅閔士英的部隊；朱盛濃丟失池州前來乞師，他率領軍隊攻城失敗，回到徽州得知金聲被擒，於是前往福京謁見隆武帝，獲授職方員外郎，聯合黃道周、艾南英，又與江于東觀奉朱常淇離開廣信，戰勝四十次大小戰事。黃艾二人戰敗後，許文玠部下餘下
三千人，打算航海受阻而駐守弋陽、貴溪之間。隆武二年（1646年）十一月，他命令總兵吳繼聖、程國柱攻打休寧、婺源，總兵江烏、鄭恩祥，副總兵鄭甲祥，監軍蘇坤在休寧戰死；他和江于東被送往南京，至永曆元年（1647年）二月十日不屈而死。兒子許生佳先前已戰死，許生值則隱居；而總兵張天麒、江周投降清朝。

## 引用
1. 1 2  錢海岳《南明史·卷四十六·列傳第二十二》：文瑾，字在予，祁門人。……文玠，字帥五。諸生。工射通兵法。嘗殲（閔）士英兵，盛濃以池州失，來乞師。文玠以眾至池，攻城不克，回徽，而聲執，乃謁福京，授職方員外郎。合黃道周、艾南英，已與于東觀奉常淇出廣信，大小四十戰不挫。
2. ↑  錢海岳《南明史·卷四十六·列傳第二十二》：許文瑾、文玠兄弟起兵，文瑾被執死祁門。……（隆武二年）十二月，文玠與監軍僉事江于東兵敗婺源，執死南京。……道周、南英敗，文玠眾猶三千，欲航海而路阻，屯弋陽、貴溪間。二年十一月，命總兵吳繼聖、程國柱出休、婺，總兵江烏、鄭恩祥，副總兵鄭甲祥，監軍蘇坤戰死休寧。文玠、于東至南京，永曆元年二月十日，不屈死。子生佳，儒士。先戰死。生值，字逢吉，隱於畫。總兵張天麒、江周降清。